# کریستل هاس
کریستل هاس (انگلیسی: Christl Haas؛ ۱۹ سپتامبر ۱۹۴۳ – ۸ ژوئیه ۲۰۰۱) اسکی‌باز آلپاین اهل اتریش بود.
وی در مسابقات کشوری و بین‌المللی در مجموع برندهٔ ۲ مدال طلا، ۱ مدال نقره، ۱ مدال برنز شده‌است.